# Бабкіна Тетяна Михайлівна
Тетя́на Миха́йлівна Ба́бкіна (нар. 4 жовтня 1953) — українська лікарка-рентгенолог, доктор медичних наук (1999), професор (2002).

## Життєпис
Народилася 1953 року в селі Велика Михайлівка (Одеська область). 1979-го закінчила з відзнакою Одеський медичний інститут, учениця Леоніда Розенфельда; працювала лікаркою. Від 1985 року працює в Одеському медичному університеті: клінічний ординатор, асистентка кафедри рентгенології і радіаційної медицини. Протягом 1995—1996 років — заступниця декана факультету довузівської підготовки, в 1995–1997-х — доцент кафедри радіаційної медицини, променевої діагностики та терапії з онкологією. В 1997—1999 роках — старша наукова співробітниця кафедри радіаційної медицини; 1999—2001 — доцент.
1999 року захистила вчене звання доктора медичних наук — дисертація «Рентгенівська комп'ютерна, спіральна комп'ютерна, магнітно-резонансна томографія в діагностиці поширених пухлин основи черепа, навколоносових пазух». Від 2001 року — професор кафедри променевої діагностики та променевої терапії.
З 2013 року — завідувачка кафедри променевої діагностики.
Напрями наукових досліджень: проблеми сучасної діагностики у нейроонкології, лор-онкології та офтальмології — з використанням методів комп'ютерної та магнітно-резонансної томографії.
Авторка понад 200 наукових праць.
Серед робіт:
- «Differential diagnostics of chronic productive inflammatory of process of an orbit with the help СТ», 1997,
- «Spiral CT and MRI in The Diagnosis of The Tumors of Paranasal Sinuses», 1998,
- «Променева діагностика краніофаціальних пухлин з поширенням в порожнину носа та колоносові пазухи», 1998,
- «Spiral Computer tomography and computer tomography of orbital tumor with extention of paranasalis sinuses and Cranium cavity», 2001,
- «Спіральна РКТ і РКТ новоутворень орбіти з поширенням в параназальні синуси й порожнину черепа», 2001
- «Роль магнітно-резонансної томографії та ехокардіографії в діагностиці ремоделювання лівого шлуночка серця при хронічних формах ішемічної хвороби серця», співавтори Н. В. Танасічук-Гажиєва, Танасічук Володимир Сергійович, C. O. Шпак, 2018.

Серед патентів: «Спосіб підвищення ефективності ехоконтрольованих мінімально інвазивних втручань при абсцесах печінки», 2017, співавтори Медведєв Володимир Єгорович, Чирков Юрій Едуардович, Вілсон Джосіах Іджу.